# Homalium juxtapositum
Espèce
Statut de conservation UICN

 EN B1+2c : En danger
Homalium juxtapositum est une espèce de plantes à fleurs du genre Homalium de la famille des Salicaceae endémique de la Nouvelle-Calédonie.